# Пятницкая улица (Киров)
Пя́тницкая у́лица — одна из древнейших улиц города Кирова, проходит по территории Первомайского и Октябрьского районов города.
Начинается от Александровского сада — улицы Казанской, в том месте, где на неё выходит Раздерихинский спуск, и идёт до улицы Загородной. 
При пересечении с Владимирской улицей перегорожена зданием. При пересечении с Октябрьским проспектом проезд также отсутствует.

## История
Впервые упоминается в описании посада города Хлынова писцовой книги 1615 года как Пятницкая — одна из 9 улиц нерегулярного плана, идущая от главных ворот Архиерейского Двора.
По планам уже новой регулярной планировки 1784 года и 1812 года идёт от Хлыновицкой (Казанской) улицы в западном направлении до Гласисной. 
В 1918 году — 6-я Советская линия, а в 1923 году была переименована в улицу Степана Халтурина (в честь революционера-террориста Степана Халтурина, уроженца Вятской губернии).
С 2012 года улица вернула свое историческое название.

## Значимые здания и сооружения
| Номер дома / Адрес | Изображение | Описание                                                                   |
| ------------------ | ----------- | -------------------------------------------------------------------------- |
| 4                  |             | Дом чиновника Дорофеева                                                    |
| 8                  |             | Дом С. А. Кириллова                                                        |
| 10                 |             | Дом Мамаева                                                                |
| Ленина, 68         |             | Дом "Вятской речи"                                                         |
| Ленина, 55         |             | Дом А.С. Еськовой                                                          |
| 9                  |             | Церковно-приходская школа при церкви Иоанна Предтечи                       |
| 11                 |             | Дом служителей церкви Иоанна Предтечи                                      |
| Свободы, 54д       |             | Церковь Иоанна Предтечи                                                    |
| 15                 |             | Дом, в котором жил талантливый вятский архитектор Чарушин Иван Аполлонович |
| 17                 |             | Дом П.Г. Жгулёва                                                           |
| 36                 |             | Дом чиновника П.П. Кошкарева                                               |